# Ron Hays
Ronald "Ron" Leslie" Hays (* 5. Mai 1945 in Iowa, Vereinigte Staaten; † 16. April 1991 in Los Angeles, Kalifornien) war ein US-amerikanischer  Computergrafiker, Multimediakünstler und Digitaler Künstler.

## Leben und Werk
Ron Hays wurde 1945 in Omaha geboren und studierte an der Northwestern University. Er erhielt den Master am Massachusetts Institute of Technology in  Cambridge.
Hays visualisierte Musik durch Projektionen mit Hilfe von Digitalen Synthesizern, Computeranimation,  Visuellen Effekten und Lasershows für Musiktheater und Tanzclubs. Diese Visualisierungen wurden zudem als TV-Programme, Videos und für internationale Rock, Pop und Klassische Konzerte verwendet.
In Zusammenarbeit mit dem Boston Symphony Orchestra unter der Leitung von Leonard Bernstein entstand 1975 eine neue Fassung des „Prelude and Love“ aus Richard Wagners Tristan und Isolde.
Die „Star Wars Concerts“ mit Zubin Mehta und dem Los Angeles Philharmonic und das 1984 aufgeführte Musical „Amphitheater of Light“. füllten das Hollywood Bowl. Bei „Prelude to the Olympics“ war Michael Tilson Thomas der Dirigent. Ron Hays arbeitete mit David Wolper an der Schlussfeier der Olympischen Sommerspiele 1984 im Los Angeles Memorial Coliseum.
Das Werk „One Night“ wurde 1988 zur Eröffnung des Green Building des Pacific Design Centers gezeigt. Die Arbeit entstand in Zusammenarbeit mit der Künstlerin Joan Collins. Luftballons schwebten über das Gebäude empor, auf die großflächige Video- und Computerbilder projiziert wurden.

## Auszeichnungen
- 1979: Emmy  für Grafik Design–The Bay City Rollers Show